# Morato (calciatore 1992)
Andrew Eric Feitosa, meglio noto come Morato (Francisco Morato, 1º settembre 1992), è un calciatore brasiliano, attaccante dell'Al-Faisaly.

## Caratteristiche tecniche
È una seconda punta.

## Carriera
Ha esordito fra i professionisti il 23 luglio 2011 con la maglia del Gyeongnam in occasione del match di K League 1 pareggiato 2-2 contro l'Incheon Utd.

## Palmarès

### Club

#### Competizioni nazionali
- Campeonato Brasileiro Série B: 1

Bragantino: 2019